# Petra (città antica)
Petra era un'antica città elima della Sicilia nord-occidentale, di incerta collocazione. Diodoro Siculo la menziona per la prima volta durante il racconto sulla prima guerra punica (254 a.C.), quando la città espelle la guarnigione cartaginese alleandosi con i Romani insieme a Tindari, Solunto e Iaetia. Tale dettaglio è riportato anche da Silio Italico.
Ne fa menzione anche Cicerone, raccontando come nel I secolo a.C. la città fosse decumana. Petra diventa civitas stipendiaria in età imperiale, come sottolinea Plinio il Vecchio.
Grazie ai decreti di Entella sappiamo che la città era in unione politica (συνοικισμóς, sinecismo) con Entella, che dunque non doveva essere distante, dalla Rocca di Entella. Solino invece fa riferimento al lago di Petra, che pare avesse proprietà benefiche
Infine la presenza del toponimo nella Geografia di Tolomeo e nell'Itinerarium Antonini ha contribuito a identificare quest'importante roccaforte elima: Cluverius infatti considera che la città sia da identificarsi con l'attuale Petraglia o Petra Musumeli (identificabile con l'attuale comune di Mussomeli, del libero consorzio  comunale di Caltanissetta), sulla base della distanza riscontrata sull'Itinerarium tra Panormos e la statio Petrina, che coinciderebbe con la distanza tra Petraglia e Palermo, sebbene esistano pareri discordanti.